# Leon Spinks

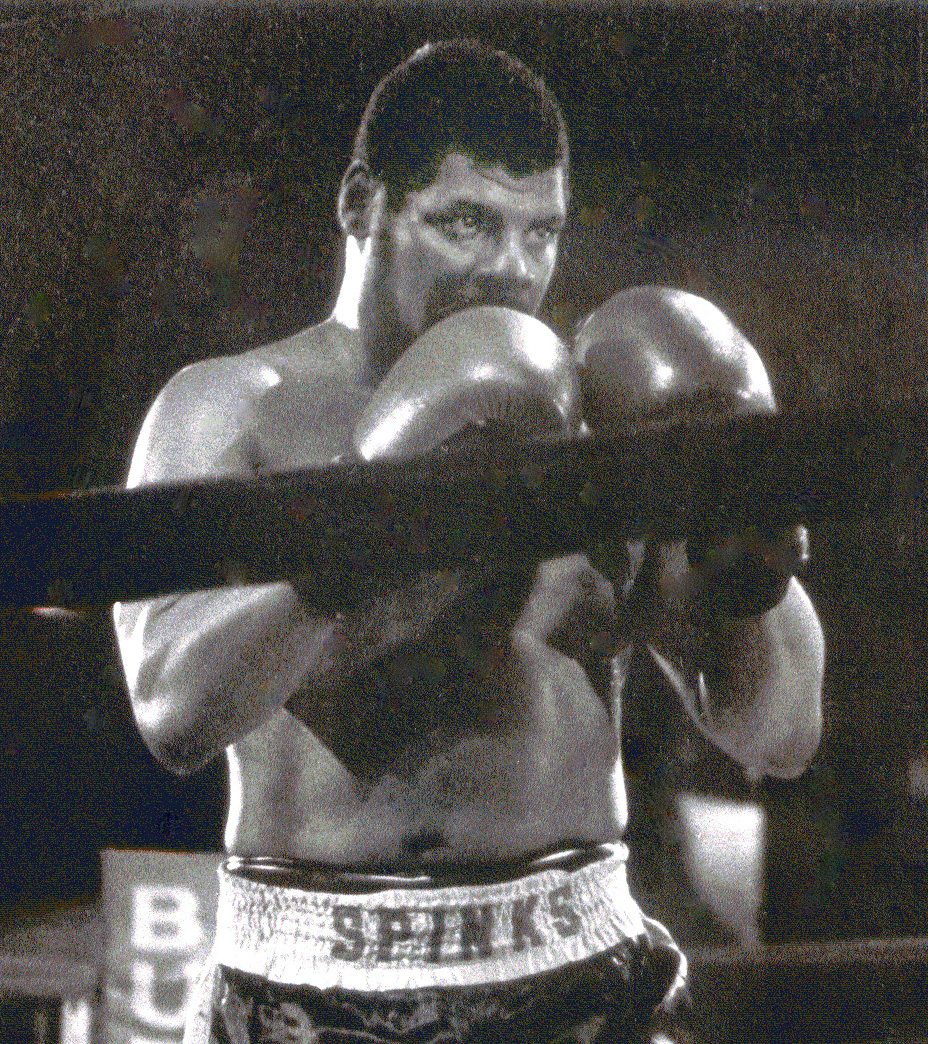
Leon Spinks

Leon Spinks (Saint Louis (Missouri), 11 juli 1953 – Las Vegas (Nevada), 5 februari 2021) was een Amerikaans bokser. Hij was een van de vijf boksers die Muhammad Ali versloeg. Leon Spinks won als professional 26 keer, waarvan 14 maal door knock-out, hij verloor 17 keer en 3 wedstrijden bleven onbeslist.
Spinks had een glansrijke carrière als amateurbokser. Hij won, net als zijn broer Michael Spinks, een gouden medaille op de Olympische Spelen van 1976 in Montreal. Twee jaar eerder had hij al een bronzen medaille gewonnen op de wereldkampioenschappen boksen voor amateurs, die gehouden werden in Havana, Cuba. Leon maakte samen met zijn broer Michael, Sugar Ray Leonard, Leo Randolph en Howard Davis Jr. deel uit van wat velen aanmerken als het beste Amerikaanse boksteam ooit.
In februari 1978 mocht Spinks die op dat moment pas zeven professionele gevechten had gebokst, het opnemen tegen wereldkampioen Muhammad Ali, die toen in de nadagen van zijn bokscarrière was. Spinks won verrassend en werd hiermee wereldkampioen. In de rematch in september 1978 verloor Spinks zijn wereldtitel na zeven maanden. Drie jaar later vocht hij nog één keer om de wereldtitel tegen Larry Holmes, maar verloor.
Zijn carrière eindigde in 1995.
Leon Spinks was tamelijk ongedisciplineerd. "Als je met hem de voordeur van een hotel binnenliep", herinnerde zijn manager zich, "dan liep hij er aan de achterkant weer uit".
Al snel na zijn gevecht met Muhammad Ali werd hij opgepakt met cocaïne en haalde, met handboeien om, opnieuw de voorpagina’s.
In 2019 werd bij hem prostaatkanker geconstateerd. Hij overleed in februari 2021 op 67-jarige leeftijd.
1920: Eddie Eagan ·
1924: Harry Mitchell ·
1928: Victorio Avendaño ·
1932: David Daniel Carstens ·
1936: Roger Michelot ·
1948: George Hunter ·
1952: Norvel Lee ·
1956: James Boyd ·
1960: Cassius Clay ·
1964: Cosimo Pinto ·
1968: Danas Pozniakas ·
1972: Mate Parlov ·
1976: Leon Spinks ·
1980: Slobodan Kačar ·
1984: Anton Josipović ·
1988: Andrew Maynard ·
1992: Torsten May ·
1996: Vasili Zjirov ·
2000: Aleksandr Lebzjak ·
2004: Andre Ward ·
2008: Zhang Xiaoping ·
2012: Jegor Mechontsjev ·
2016: Julio César La Cruz ·
2020: Arlen López
- Library of Congress Control Number: no2008116342
- Virtual International Authority File: 21961368
- WorldCat: E39PBJjmQQW6jqyxFKMkxQQXh3